# Campeonato Mundial de Snowboard de 2021 - Big air masculino
A prova do Big air masculino do Campeonato Mundial de Snowboard de 2021 ocorreu nos dias 14 de março e 16 de março em Aspen nos Estados Unidos. 

## Medalhistas
| Ouro                | Prata                | Bronze                 |
| Mark McMorris (CAN) | Maxence Parrot (CAN) | Marcus Kleveland (NOR) |

## Resultados

### Qualificação
Um total de 57 snowboarders participaram da competição.  A prova ocorreu no dia 14 de março.  Os 6 melhores de cada bateria avançaram para a fase final.
Baeria 1
| Colocação | Bib | Ordem de descida | Nome                | Nacionalidade            | Descida 1 | Descida 2 | Melhor | Notas |
| --------- | --- | ---------------- | ------------------- | ------------------------ | --------- | --------- | ------ | ----- |
| 1         | 13  | 15               | Rene Rinnekangas    | Finlândia                | 90.00     | 76.00     | 90.00  | Q     |
| 2         | 8   | 2                | Justus Henkes       | Estados Unidos           | 15.75     | 86.50     | 86.50  | Q     |
| 3         | 22  | 28               | Kaito Hamada        | Japão                    | 85.25     | 46.50     | 85.25  | Q     |
| 4         | 15  | 8                | Ruki Tobita         | Japão                    | 17.50     | 84.50     | 84.50  | Q     |
| 5         | 26  | 16               | Emiliano Lauzi      | Itália                   | 83.00     | 84.25     | 84.25  | Q     |
| 6         | 28  | 25               | Matthew Cox         | Austrália                | 81.75     | 83.50     | 83.50  | Q     |
| 7         | 17  | 29               | Liam Brearley       | Canadá                   | 69.25     | 82.75     | 82.75  |       |
| 8         | 55  | 19               | Alberto Maffei      | Itália                   | 81.50     | 13.00     | 81.50  |       |
| 9         | 9   | 1                | Nicolas Huber       | Suíça                    | 74.25     | 80.50     | 80.50  |       |
| 10        | 44  | 17               | Sébastien Toutant   | Canadá                   | 80.25     | 23.00     | 80.25  |       |
| 11        | 4   | 5                | Chris Corning       | Estados Unidos           | 78.25     | 21.00     | 78.25  |       |
| 12        | 19  | 26               | Leon Vockensperge   | Alemanha                 | 75.50     | 25.75     | 75.50  |       |
| 13        | 51  | 7                | Jules De Sloover    | Bélgica                  | 74.75     | 46.50     | 74.75  |       |
| 14        | 31  | 9                | Vlad Khadarin       | Federação Russa de Esqui | 74.00     | 26.25     | 74.00  |       |
| 15        | 49  | 21               | Botond István Fricz | Hungria                  | 71.25     | 47.00     | 71.25  |       |
| 16        | 27  | 13               | Moritz Thönen       | Suíça                    | 70.75     | 23.00     | 70.75  |       |
| 17        | 1   | 3                | Red Gerard          | Estados Unidos           | 69.00     | 70.50     | 70.50  |       |
| 18        | 18  | 14               | Matija Milenković   | Sérvia                   | 68.25     | 8.50      | 68.25  |       |
| 19        | 5   | 4                | Sven Thorgren       | Suécia                   | 18.25     | 65.75     | 65.75  |       |
| 20        | 24  | 22               | Moritz Amsuess      | Áustria                  | 64.50     | 22.50     | 64.50  |       |
| 21        | 47  | 18               | Pedro Bidegain      | Argentina                | 53.75     | 6.00      | 53.75  |       |
| 22        | 41  | 20               | Loris Framarin      | Itália                   | 52.75     | 15.50     | 52.75  |       |
| 23        | 45  | 12               | Motiejus Morauskas  | Lituânia                 | 47.50     | 18.00     | 47.50  |       |
| 24        | 57  | 10               | Álvaro Yáñez        | Chile                    | 44.50     | 34.50     | 44.50  |       |
| 25        | 35  | 6                | Sebbe De Buck       | Bélgica                  | 28.75     | 41.50     | 41.50  |       |
| 26        | 51  | 11               | Marinó Kristjánsson | Islândia                 | 34.00     | 36.00     | 36.00  |       |
| 27        | 12  | 24               | Jonas Boesiger      | Suíça                    | 18.50     | 19.75     | 19.75  |       |
| 28        | 33  | 27               | José Antonio Aragón | Espanha                  | 9.00      | 8.25      | 9.00   |       |
| 29        | 36  | 23               | Dante Brčić         | Croácia                  | 4.00      | DNS       | 4.00   |       |

Baeria 2
| Colocação | Bib | Ordem de descida | Nome                   | Nacionalidade  | Descida 1 | Descida 2 | Melhor | Notas |
| --------- | --- | ---------------- | ---------------------- | -------------- | --------- | --------- | ------ | ----- |
| 1         | 7   | 4                | Mark McMorris          | Canadá         | 92.75     | 63.50     | 92.75  | Q     |
| 2         | 2   | 2                | Maxence Parrot         | Canadá         | 90.50     | 22.25     | 90.50  | Q     |
| 3         | 39  | 9                | Marcus Kleveland       | Noruega        | 20.75     | 88.75     | 88.75  | Q     |
| 4         | 32  | 8                | Niklas Mattsson        | Suécia         | 18.50     | 84.50     | 84.50  | Q     |
| 5         | 6   | 5                | Ståle Sandbech         | Noruega        | 79.75     | 84.25     | 84.25  | Q     |
| 6         | 38  | 28               | Leon Gütl              | Alemanha       | 83.50     | 54.50     | 83.50  | Q     |
| 7         | 10  | 3                | Lyon Farrell           | Estados Unidos | 83.00     | 18.50     | 83.00  |       |
| 8         | 30  | 29               | Clemens Millauer       | Áustria        | 17.50     | 80.25     | 80.25  |       |
| 9         | 37  | 10               | Noah Vicktor           | Alemanha       | 77.75     | 78.50     | 78.50  |       |
| 10        | 3   | 1                | Dusty Henricksen       | Estados Unidos | 76.75     | 71.25     | 76.75  |       |
| 11        | 53  | 12               | Billy Cockrell         | Reino Unido    | 16.00     | 73.25     | 73.25  |       |
| 12        | 21  | 13               | Torgeir Bergrem        | Noruega        | 72.75     | 37.25     | 72.75  |       |
| 13        | 46  | 7                | William Mathisen       | Suécia         | 46.25     | 70.00     | 70.00  |       |
| 14        | 48  | 11               | Samuel Jaroš           | Eslováquia     | 68.75     | 34.25     | 68.75  |       |
| 15        | 54  | 26               | Markus Olimstad        | Noruega        | 11.50     | 63.50     | 63.50  |       |
| 16        | 40  | 6                | Emil Zulian            | Itália         | 50.00     | 20.25     | 50.00  |       |
| 17        | 25  | 19               | Gabriel Adams          | Reino Unido    | 13.75     | 49.50     | 49.50  |       |
| 18        | 11  | 23               | Moritz Boll            | Suíça          | 18.25     | 49.25     | 49.25  |       |
| 19        | 14  | 27               | Hiroaki Kunitake       | Japão          | 19.50     | 43.75     | 43.75  |       |
| 20        | 34  | 24               | Takeru Otsuka          | Japão          | 43.50     | 26.00     | 43.50  |       |
| 21        | 43  | 17               | Casper Wolf            | Países Baixos  | 39.25     | 20.00     | 39.25  |       |
| 22        | 58  | 18               | Augustinho Teixeira    | Brasil         | 32.50     | 24.75     | 32.50  |       |
| 23        | 56  | 14               | Federico Chiaradio     | Argentina      | 22.25     | 15.00     | 22.25  |       |
| 24        | 42  | 25               | Mikko Rehnberg         | Finlândia      | 21.50     | 17.75     | 21.50  |       |
| 25        | 20  | 20               | Naj Mekinc             | Eslovênia      | 18.00     | 21.25     | 21.25  |       |
| 26        | 16  | 15               | Sebastien Konijnenberg | França         | 16.50     | 14.75     | 16.50  |       |
| 27        | 29  | 22               | Enzo Valax             | França         | 15.75     | DNS       | 15.75  |       |
| 28        | 50  | 16               | Anthon Bosch           | África do Sul  | 9.75      | 7.75      | 9.75   |       |
| 29        | 23  | 20               | Tiarn Collins          | Nova Zelândia  | DNS       | DNS       | DNS    | DNS   |

### Final
A final foi iniciada no dia 16 de março às 13h30. 
| Colocação         | Bib | Ordem de descida | Nome             | Nacionalidade  | Descida 1 | Descida 2 | Descida 3 | Melhor |
| ----------------- | --- | ---------------- | ---------------- | -------------- | --------- | --------- | --------- | ------ |
| Medalha de ouro   | 1   | 12               | Mark McMorris    | Canadá         | 92.75     | 86.50     | 3.50      | 179.25 |
| Medalha de prata  | 3   | 10               | Maxence Parrot   | Canadá         | 89.50     | 63.25     | 88.75     | 178.25 |
| Medalha de bronze | 5   | 8                | Marcus Kleveland | Noruega        | 24.75     | 78.50     | 97.75     | 176.25 |
| 4                 | 8   | 5                | Ruki Tobita      | Japão          | 90.50     | 76.00     | 42.25     | 166.50 |
| 5                 | 6   | 7                | Kaito Hamada     | Japão          | 85.00     | 81.25     | 14.50     | 166.25 |
| 6                 | 10  | 3                | Emiliano Lauzi   | Itália         | 80.75     | 36.75     | 80.00     | 160.75 |
| 7                 | 4   | 9                | Justus Henkes    | Estados Unidos | 78.75     | 15.25     | 73.25     | 152.00 |
| 8                 | 9   | 4                | Ståle Sandbech   | Noruega        | 72.50     | 64.00     | 61.75     | 136.50 |
| 9                 | 2   | 11               | Rene Rinnekangas | Finlândia      | 86.25     | 28.50     | 30.25     | 116.50 |
| 10                | 12  | 1                | Matthew Cox      | Austrália      | 19.00     | 46.75     | 64.75     | 111.50 |
| 11                | 7   | 6                | Niklas Mattsson  | Suécia         | 62.00     | 90.75     | 14.00     | 104.75 |
| 12                | 11  | 2                | Leon Gütl        | Alemanha       | 76.25     | 15.00     | 14.25     | 91.25  |

Legenda
| Recorde mundial       | Recorde mundial (World record)               |                       | Recorde africano                      | Recorde africano (African) |                                           | Q | Classificado por posição (Qualified) |
| Recorde do campeonato | Recorde do campeonato (Championship record)  | Recorde da América    | Recorde da América (Americas)         | q                          | Classificado por melhor tempo (Qualified) |   |                                      |
| Melhor marca do ano   | Melhor marca do ano (World leading)          | Recorde asiático      | Recorde asiático (Asian)              | DNS                        | Não largou (Did not start)                |   |                                      |
| Recorde nacional      | Recorde nacional (National record)           | Recorde europeu       | Recorde europeu (European)            | DNF                        | Não terminou (Did not finish)             |   |                                      |
| Recorde pessoal       | Recorde pessoal do atleta (Personal best)    | Recorde da Oceania    | Recorde da Oceania (Oceania)          | DSQ / DQ                   | Desclassificado (Disqualified)            |   |                                      |
| Recorde da temporada  | Recorde da temporada do atleta (Season best) | Recorde sul-americano | Recorde sul-americano (South America) | NM                         | Sem marca (No mark)                       |   |                                      |